# Карой Чапо
Карой Чапо (угор. Károly Csapó, нар. 23 лютого 1952, Адьягоссергень) — угорський футболіст, що грав на позиції півзахисника.
Виступав, зокрема, за клуби «Татабанья» та «Гренобль», а також національну збірну Угорщини.

## Клубна кар'єра
Народився 23 лютого 1952 року в місті Адьягоссергень. Вихованець футбольної школи клубу «Шопрон Текстиль».
У дорослому футболі дебютував 1974 року виступами за команду «Татабанья», в якій провів вісім сезонів, взявши участь у 210 матчах чемпіонату. Більшість часу, проведеного у складі «Татабаньї», був основним гравцем команди.
Протягом сезону 1982/83 років захищав кольори «Тулузи», виступаючи у вищому французькому дивізіоні, після чого ще три роки грав у другому дивізіоні країни за «Гренобль».
1986 року Чапо повернувся до «Татабаньї», де виступав до 1990 року, після чого грав у нижчолігових командах «Форхтенштайн» та «Вертесселеш».
По завершенні кар'жри працював у структурі «Татабаньї», а у 1992—1993 роках був головним тренером команди. Влітку 2013 року він став членом наглядової ради ФК «Татабанья».

## Виступи за збірну
4 грудня 1974 року дебютував в офіційних матчах у складі національної збірної Угорщини в товариській грі проти Швейцарії (1:0).
У складі збірної був учасником чемпіонату світу 1978 року в Аргентині, на якому зіграв у всіх трьох матчах проти Аргентини (1:2), Італії (1:3) та Франції (1:3), але Угорщина не подолала груповий етапу. У матчі проти Аргентини він також забив свій єдиний гол за національну збірну.
Згодом Чапо поїхав і на наступний чемпіонат світу 1982 року в Іспанії. Там Карой на поле не виходив, натомість Угорщина знову завершила турнір на груповому етапі.
Загалом протягом кар'єри у національній команді, яка тривала 9 років, провів у її формі 19 матчів, забивши 1 гол.